# Гринвуд (тауншип, округ Сент-Луис, Миннесота)
Гринвуд (англ. Greenwood) — тауншип в округе Сент-Луис, Миннесота, США. На 2000 год его население составило 905 человек.

## География
По данным Бюро переписи населения США площадь тауншипа составляет 239,0 км², из которых 150,7 км² занимает суша, а 88,3 км² — вода (36,94 %).

## Демография
По данным переписи населения 2000 года здесь находились 905 человек, 423 домохозяйства и 301 семья.  Плотность населения —  6,0 чел./км².  На территории тауншипа расположено 1611 построек со средней плотностью 10,7 построек на один квадратный километр. Расовый состав населения: 82,43 % белых, 0,11 % афроамериканцев, 15,91 % коренных американцев, 0,11 % азиатов, 0,11 % c Тихоокеанских островов, 0,22 % — других рас США и 1,10% приходится на две или более других рас. Испанцы или латиноамериканцы любой расы составляли 0,22% от популяции тауншипа.
Из 423 домохозяйств в 11,8 % воспитывались дети до 18 лет, в 65,5 % проживали супружеские пары, в 3,1 % проживали незамужние женщины и в 28,8 % домохозяйств проживали несемейные люди. 24,8 % домохозяйств состояли из одного человека, при том 8,7 % из — одиноких пожилых людей старше 65 лет. Средний размер домохозяйства — 2,14, а семьи — 2,48 человека.
14,9 % населения — младше 18 лет, 3,1 % — в возрасте от 18 до 24 лет, 15,0 % — от 25 до 44, 46,5 % — от 45 до 64, и 20,4 % — старше 65 лет. Средний возраст — 53 года. На каждые 100 женщин приходилось 113,4 мужчин.  На каждые 100 женщин старше 18 приходилось 108,7 мужчин.
Средний годовой доход домохозяйства составлял 47 917 долларов, а средний годовой доход семьи —  51 944 доллара. Средний доход мужчин —  42 500  долларов, в то время как у женщин — 21 838. Доход на душу населения составил 26 433 доллара. За чертой бедности находились 5,1 % семей и 9,1 % всего населения тауншипа, из которых 19,4 % младше 18 и 1,0 % старше 65 лет.